# Maksim Votinov
Maksim Andreevič Votinov (in russo Максим Андреевич Вотинов?; San Pietroburgo, 29 agosto 1988) è un ex calciatore russo, di ruolo attaccante.

## Carriera
Ha giocato nella massima serie dei campionati finlandese, russo, slovacco e lettone.